# بروثيوناميد
بروتيوناميد (أو بروثيوناميد) هُو دَواء يُستَخدم في عِلاج السِّل.
كما تَمَّ اختباره لاستخدامِه في عِلاج الجذام.